# Lyne de Souza
Lyne de Souza, (vero nome Caisson Marie Émilienne), (Nizza, 24 febbraio 1914 – Aurillac, 3 ottobre 1991), è stata una modella francese, vincitrice del titolo di Miss Côte d'Azur 1932 Miss Francia 1933.
È stata la decima vincitrice del concorso, eletta Miss Francia a Parigi.